# Ryobi One-Day Cup 2010/11
Der Ryobi One-Day Cup 2010/11 war die 42. Austragung der nationalen List A Cricket-Meisterschaft in Australien. Der Wettbewerb wurde zwischen dem 6. Oktober 2010 und 27. Februar 2011 zwischen sechs australischen First-Class-Vertretungen der Bundesstaaten ausgetragen. Im Finale konnte sich Victoria mit 84 Runs gegen Tasmanien durchsetzen.

## Format
Die sechs Mannschaften spielten in einer Gruppe jeweils acht Spiele gegen die anderen Mannschaften. Für einen Sieg gibt es vier Punkte, für ein Unentschieden oder No Result zwei und für eine Niederlage keinen Punkt. Ein Bonuspunkt wird vergeben, wenn bei einem Sinn die eigene Runzahl die des Gegners um das 1,25-fache übersteigt, ein weiterer, wenn sie sogar mehr als das Doppelte des Gegners beträgt. Des Weiteren ist es möglich, dass Mannschaften Punkte abgezogen bekommen, wenn sie beispielsweise zu langsam spielen. Der Gruppenerste und -zweite qualifiziert sich für das Finale.

## Resultate

### Gruppenphase
Tabelle
| Teams             | Sp. | S | N | U | R | NR | BP | Ded | Punkte | NRR    |
| ----------------- | --- | - | - | - | - | -- | -- | --- | ------ | ------ |
| Victoria          | 10  | 7 | 2 | 0 | 0 | 1  | 5  | 0   | 35     | +0.522 |
| Tasmanien         | 10  | 5 | 4 | 0 | 0 | 1  | 6  | 0   | 28     | +0.360 |
| New South Wales   | 10  | 5 | 5 | 0 | 0 | 0  | 5  | 0   | 25     | −0.139 |
| Western Australia | 10  | 5 | 5 | 0 | 0 | 0  | 4  | 0   | 24     | −0.232 |
| South Australia   | 9   | 4 | 5 | 0 | 0 | 0  | 5  | 0   | 21     | −0.159 |
| Queensland        | 9   | 2 | 7 | 0 | 0 | 0  | 3  | 0   | 11     | −0.238 |

## Finale
| 27. Februar Scorecard | Melbourne | Victoria 194 (36.4)          | – | Tasmanien 109 (31.1) |
|                       |           | Victoria gewinnt mit 84 Runs |   |                      |